# Кызылту (Новосибирская область)
Кызылту — упразднённый аул в Коченёвском районе Новосибирской области России. Входил в состав Целинного сельсовета. Исключен из учётных данных в 2005 г.

## География
Располагался в 8,5 км к северо-западу от поселка Маслово.

## История
Упразднён Законом Новосибирской области от 09.12.2005 г № 360-ОСД.

## Население
По данным переписи 2002 году в поселке отсутствовало постоянное население.